# 劉勝全
劉勝全（1969年4月19日—）是中華民國桃園市出身的政治人物，現任桃園市蘆竹區議員。畢業於國立清華大學在職專班公共政策與管理碩士班（目前論文未公開封鎖中）、萬能科技大學理學士。蘆竹誠聖宮廟主委。2018年以無黨籍參選桃園市議員當選。2022年市議員選舉時加入民進黨當選，2023年又退出民進黨加入無黨團結聯盟黨團運作。

## 爭議

### 農會選舉涉賄選被判刑，被撤銷選舉資格
2009年11月，劉勝全因蘆竹鄉農會選舉涉賄，被法院判處有期徒刑3個月、緩刑5年，付保護管束，全案定讞。中選會認定不符合候選人資格，縣選會依選罷法撤銷劉勝全候選人登記。隨後劉勝全在11月28日未收到正式公文前宣布退選。

### 賄選案緩起訴，劉勝全選鄉民代表
2010年桃園縣鄉鎮市民代表選舉，劉勝全表示「農會賄選案緩起訴附帶保護管束禁令已解除，為了基層服務才決定重新出發。」於4月15日登記參選蘆竹鄉民代表，並以39.87%得票率當選該屆桃園縣第3選區鄉鎮市民代表。

### 夾報抹黑張桂綿為酒駕犯
2018年議員選舉，因當時無黨籍市議員候選人劉勝全要求前縣議員吳寶玉發送傳單，該傳單上印有被告名稱為張桂綿的酒駕公共危險罪判決書並寫「拒絕酒駕賄選競選團隊參選」。議員候選人張桂綿表示酒駕的張女剛好與她同名同姓，對手明顯抹黑已嚴重影響選情及她的名譽，因此到桃園地檢署對劉勝全、吳寶玉提告意圖使人不當選。

### 阻止人行空間改造計畫
2022年2月桃園市交通局為了讓忠孝西路南竹往南崁方向的奉化路至桃園街有連續的人行空間，針對該路段進行路型調整。但當地也有民眾認為此舉會造成交通堵塞。時任市議員劉勝全集合大南興五位個里長連署陳情，之後市議員劉勝全在臉書上公告此路段經會勘後將恢復原狀。雖然部分民眾支持恢復原狀，但對於有步行需求的民眾而言如同晴天霹靂。

### 配合款買國小冷氣涉綁標索回扣
2023年1月被控以議員配合款採購蘆竹區某國小冷氣設備，並透過特定規格綁標，讓特定廠商得標並收取回扣。

## 政治立場
2016年劉勝全認為民進黨蔡英文520上台，恐怕前五個月也是很慘，一旦中央政策不穩定，可能“造就20黑”。。蔡英文政府不承認九二共識後，2016年9月８位泛藍縣市首長到北京參訪，先後與國台辦主任張志軍、中國全國政協主席俞正聲會面，會中陸方多次重申希望台灣接受“九二共識”並做出8項正面回應。劉勝全表示「『一中各表』一下子變成『一台各表』，情況不妙」。
2017年國民黨黨主席選舉，劉勝全表示「吳敦義若主席勝選，無盟不排除全部力挺吳敦義、甚至願意代表國民黨參選」。

## 選舉
| 年度 | 選舉屆數                 | 選舉區           | 所屬政黨   | 得票數 | 得票率 | 當選標記 | 備註 |
| ---- | ------------------------ | ---------------- | ---------- | ------ | ------ | -------- | ---- |
| 2005 | 第十六屆桃園縣議員選舉   | 桃園縣第四選舉區 | 無黨籍     | 7,216  | 14.95% |          |      |
| 2010 | 第十九屆蘆竹鄉民代表選舉 | 蘆竹鄉第三選舉區 | 無黨籍     | 3,225  | 39.87% |          |      |
| 2014 | 第一屆桃園市議員選舉     | 桃園市第四選舉區 | 無黨籍     | 9,771  | 15.22% |          |      |
| 2018 | 第二屆桃園市議員選舉     | 桃園市第四選舉區 | 無黨籍     | 11,971 | 17.13% |          |      |
| 2022 | 第三屆桃園市議員選舉     | 桃園市第四選舉區 | 民主進步黨 | 12,018 | 15.8%  |          |      |

## 外部連結
- 劉勝全粉絲團 （页面存档备份，存于）
- 劉勝全議員建議款資料 （页面存档备份，存于）